# Tren Patagónico
El Tren Patagónico es un servicio ferroviario de larga distancia que recorre los paisajes de la meseta del sur de la provincia argentina de Río Negro. 
La concesión del servicio está en manos de Tren Patagónico S.A (anteriormente denominada Servicios Ferroviarios Patagónicos), propiedad de la Provincia de Río Negro. La empresa realiza servicios tanto de pasajeros como de cargas en la línea Ferrocarril General Roca de la red ferroviaria argentina, entre Carmen de Patagones y San Carlos de Bariloche. También opera la sección rionegrina de La Trochita. Anteriormente, el servicio era explotado por Ferrocarriles Argentinos.
Es uno de los componentes más importantes y conocidos del Sistema Ferroviario en la Patagonia Argentina. Tuvo carácter público y su funcionamiento se desarrolló en forma integrada a la red ferroviaria. Gracias a esta ventaja el ferrocarril tuvo la posibilidad que sus cargas y pasajeros tengan conexión directa con Capital Federal, el segundo gran centro urbano de Sudamérica.  

## Servicios de SE.FE.PA.
Luego de la cancelación de los servicios ferroviarios y liquidación de Ferrocarriles Argentinos dispuesta a principios de los años 1990 como parte del plan de reforma del Estado del entonces presidente Carlos Menem, los pocos servicios que quedaron en pie bajaron notoriamente su frecuencia y calidad. El Estado de la Provincia de Río Negro decidió mantener y darle impulso al ramal que atraviesa el territorio provincial creando su propia empresa denominada inicialmente SE.FE.PA (Servicios Ferroviarios Patagónicos) mediante el Decreto Provincial N.º 178 del año 1993. 

### Arrayanes
El tren Expreso Arrayanes era un servicio de lujo, diseñado principalmente para el transporte desde y hacia San Antonio Oeste, y por consiguiente, a Las Grutas. El nombre fue tomado de un servicio similar prestado en su momento por Ferrocarriles Argentinos, que partía desde la Ciudad de Buenos Aires con destino a San Carlos de Bariloche.
Las unidades incluían coche cine, coche disco, bandeja para automóviles y restaurante de comidas con propuestas de vinos típicos rionegrinos, además de un espectáculo en vivo. Sólo entraba en operación con una frecuencia semanal en las temporadas turísticas estival e invernal. Este servicio existió durante pocos años.

## Tren Patagónico
Debido al aumento del turismo hacia Bariloche y los balnearios patagónicos, como Las Grutas y San Antonio Oeste, donde en esta última existe una estación de ferrocarril, se decidió relanzar la imagen de la empresa, comenzándose a utilizar el nombre comercial de Tren Patagónico.
En el año 2013 la empresa tuvo problemas  y se comenzó a comentar especulaciones que afirmaban que el Estado Nacional volvería a operar este ramal.
En mayo del año 2014, Tren Patagónico vuelve a poner en funcionamiento el servicio entre Viedma y San Carlos de Bariloche, a partir de diferentes gestiones burocráticas que permitieron la renovación del material rodante de los cuales el Estado Nacional cedió 2 locomotoras.
En el año 2018, la provincia incorpora un nuevo coche-motor construido por la empresa Materfer, con sede en la Provincia de Córdoba, Argentina. El mismo fue adquirido con fondos provinciales, producidos por la renegociación de los contratos petroleros. El  nuevo coche-motor cuenta con la capacidad de 106 asientos, butacas reclinables y tecnología de última generación, con algunas prestaciones específicas para la zona como doble sistema de puertas y aire acondicionado para la temporada estival. A su vez está diseñado con modernos comandos en las dos cabeceras para evitar maniobras innecesarias de cambio de vía.
Su utilización es de manera rotatoria, en la temporada de verano del 2019 se lo utilizó para reforzar el servicio de pasajeros de manera semanal entre la ciudad de Bariloche y San Antonio Oeste, localidad próxima al balneario Las Grutas, con fines de potenciar el turismo.

### Actualidad
La empresa presta un servicio semanal permanente de pasajeros en la línea de San Carlos de Bariloche a Viedma. Los días viernes a las 18 hs parte desde la ciudad de Viedma arribando los sábados a las 12:30 a San Carlos de Bariloche. En tanto que los domingos parte de Bariloche a las 17 hs arribando los días lunes a las 11:30 hs a Viedma. Por lo tanto, la duración del recorrido es de 18:30 horas. Este servicio es vital para las localidades del sur rionegrino, ya que es casi el único medio de comunicación con otras ciudades, ya que la Ruta Nacional 23 no se encuentra asfaltada en su totalidad.
Sus servicios se destacan tanto a nivel internacional como nacional por ser un punto estratégico desde la cordillera al mar. Además la empresa brinda servicios únicos como:
- Coche comedor.
- Transporte de automóviles.
- Camarotes.

Hace unos años también existían coches que se conocían como coche disco y coche cine, actualmente fuera de servicio.
Además del servicio Viedma - Bariloche, se ofrece el servicio regional Bariloche - Ing. Jacobacci (principalmente a través de un coche-motor Fiat TER) y el servicio turístico Ing. Jacobacci - Ojo de Agua (Parte del ramal La Trochita).

### Reactivación de la conexión con Buenos Aires
En 1995 el Ferrocarril Roca perdió el tradicional viaje que se realizaba desde Bariloche a Buenos Aires. Desde 2013 comenzaron a desarrollarse proyectos que buscan conectar ambos destinos por vías férreas nuevamente, cuando el tren volvió a unir Buenos Aires con Bariloche mediante un tren de pruebas. Esto se debió a que el gobierno nacional incorporó desde China trenes de última generación. El recorrido fue para evaluar el comportamiento del ferrocarril y las vías, con el abandonado objetivo de recuperar el servicio en próximos meses, lo que no ocurrió.
El tren fue embanderado y recibido por una multitud que celebró en las distintas localidades que recorrió su vuelta. El tren llegó a una velocidad de 100 kilómetros por hora en los tramos en los que las vías estaban en mejores condiciones y entre 20 y 35 kilómetros por hora en donde detectaron falencias en los rieles estando los mayores problemas en los primeros 70 kilómetros de Bahía Blanca a Viedma, por donde no circuló ninguna formación desde hace 18 años, con el tren a la Estación Carmen de Patagones con la excepción del Tren Hospital del Ministerio de Salud de la Nación y el Tren Solidario que salió de Bariloche meses atrás con toneladas de donaciones. Las nuevas formaciones contaban con coches cocina comedor, usina, carga, camarotes y con asientos de pasajeros para Clase Turista, Pullman y Primera. La nueva empresa estatal estaría formada por el Estado Nacional, la provincia y los municipios que son recorridos por el tren.
Casi una década después de esos anuncios, en agosto de 2022, se volvió a anunciar la posibilidad de que el servicio vuelva unir las mencionadas localidades, proyectándose su retorno para octubre de 2022. Así lo anunció el presidente de la empresa, Daniel García, al declarar "(...) la idea es que, en 60 días más, podamos estar transportando pasajeros y cargas entre Bahía Blanca y Viedma, pasando por Carmen de Patagones y llegando incluso a Bariloche". Sin embargo, habiéndose cumplido ese plazo aún resta la realización de los convenios entre la empresa y las autoridades de transporte nacionales para autorizar el transporte de cargas del tramo inactivo (Bahía Blanca-Carmen de Patagones). La reactivación del servicio de pasajeros queda nuevamente postergada hasta que se "den las condiciones, es cuestión de tiempo", según García.

### Crisis del servicio
A pesar de tener muchos años de operatividad en diciembre de 2023 la provincia anunció el cese de actividad de la empresa desde el 5 de enero al 31 de marzo. Las causas se deben a la grave crisis argentina hace que la empresa arrastre una deuda de $738.490.000 y no pueda cubrir los costos operativos en dólares de todo el sistema. Además, las vías no garantizan la seguridad de los pasajeros al no estar en condiciones junto con el material tractivo. El carácter de la suspensión fue de manera transitoria y sorpresiva; llevando a la empresa a devolver el monto de todos los pasajes vendidos.

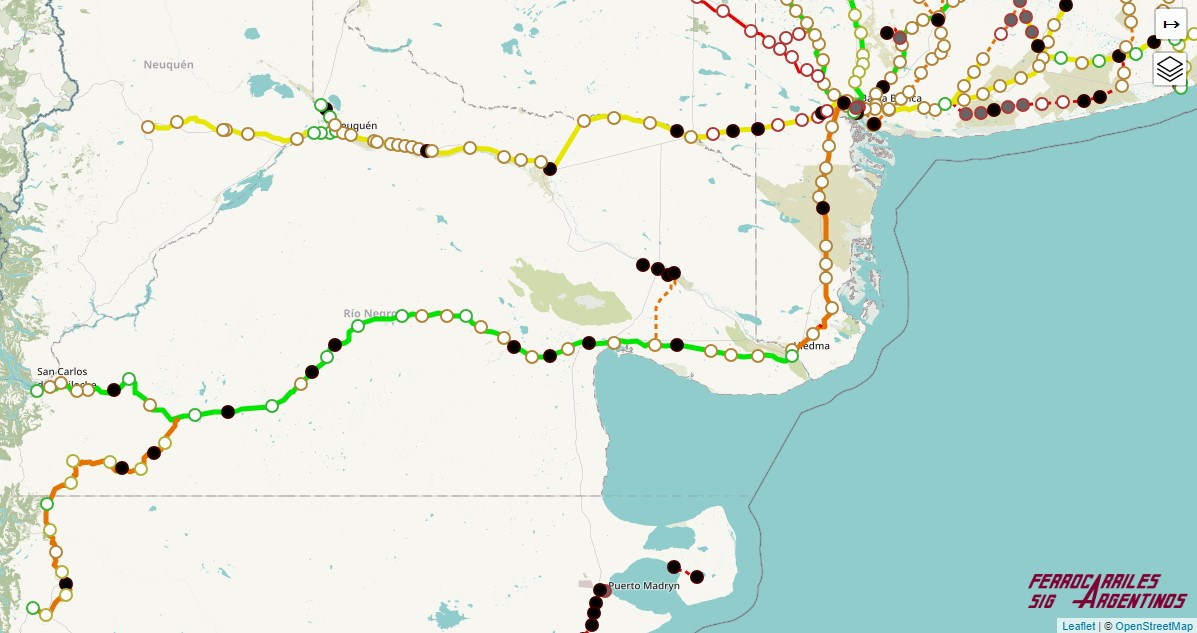
Los ferrocarriles Bahía Blanca - Zapala, La Trochita y Viedma - Bariloche interconectado a la red nacional en un mapa actual con sus principales puntos.